# 仙台市立南光台東中学校
仙台市立南光台東中学校（せんだいしりつ なんこうだいひがしちゅうがっこう）は、宮城県仙台市泉区南光台東三丁目にある公立中学校。

## 概要
昭和59年、泉市立南光台中学校より分離開校。各学年3～4クラス程度の規模であったが、近年の少子化により1999年（平成11年）以降各学年2クラス程度の小規模校となっている。仙台市の市立小・中学校適正規模等検討委員会により、南光台中学校との統合が妥当とされたが､保護者や生徒の希望により統合は免れた。学区は仙台市立南光台東小学校と同じである。

## 沿革
- 1984年4月1日 - 泉市立南光台東中学校開校。（開校式は4月9日実施）
- 1984年11月2日 - 校歌制定。
- 1988年3月1日 - 合併に伴い、仙台市立南光台東中学校に名称変更。
- 1992年3月1日 - 夜間照明設備設置。
- 1993年2月25日 - 給食棟完成。
- 1998年3月19日 - 部室設置。

## 教育目標
心豊かで、心身ともにたくましく、自ら学び考え実践する生徒の育成

## 主な卒業生
- 伊藤拓（アナウンサー）
- 秋風センチメンタル　山田高士（歌手）
- カジカ哲平（ミュージシャン）（ソンソン弁当箱　ボーカル 作詞 作曲）
- 高橋庄太郎（山岳ライター　アウトドアライター　エディター　ライター）